# Sainte-Colombe-des-Bois
Sainte-Colombe-des-Bois – miejscowość i gmina we Francji, w regionie Burgundia-Franche-Comté, w departamencie Nièvre.
Według danych na rok 1990 gminę zamieszkiwało 147 osób, a gęstość zaludnienia wynosiła 5 osób/km² (wśród 2044 gmin Burgundii Sainte-Colombe-des-Bois plasuje się na 764. miejscu pod względem liczby ludności, natomiast pod względem powierzchni na miejscu 189.).